# Gregorio Rodríguez
Gregorio Rodríguez war ein uruguayischer Fußballspieler.

## Verein
Rodríguez, der im Mittelfeld eingesetzt wurde, spielte mindestens 1916 und 1917 für Universal in der Primera División. In diesen beiden Spielzeiten belegte seine Mannschaft den sechsten bzw. dritten Tabellenplatz.

## Nationalmannschaft
Rodríguez war auch Mitglied der uruguayischen A-Nationalmannschaft. Insgesamt absolvierte er von seinem Debüt am 1. Oktober 1916 bis zu seinem letzten Spiel für die Celeste am 25. Mai 1924 zwölf Länderspiele. Einen Treffer erzielte er nicht.
Rodríguez nahm mit der Nationalelf an der Südamerikameisterschaft 1917 teil, bei der Uruguay den Titel gewann. Im Verlaufe des Turniers absolvierte er drei Partien. Auch wirkte er mit der heimischen Nationalelf beim Sieg in der Copa Newton des Jahres 1917 mit.
Ferner wurde er bei der Copa Gran Premio de Honor Uruguayo 1917 und 1923, bei der Cop Newton 1922 sowie bei den 1923 ausgetragenen Copa Lipton und Copa Gran Premio de Honor Argentino eingesetzt.

## Erfolge
- Südamerikameister: 1917
- Copa Newton: 1917